# Бронебійний підкаліберний снаряд

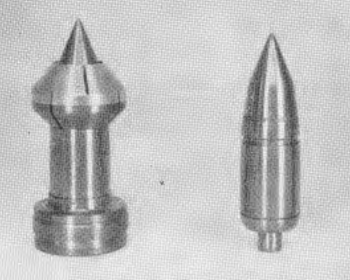
Шведський снаряд Slpprj m49 для 37-мм гармати Bofors. Ліворуч снаряд з піддоном, праворуч основний уражаючий елемент.

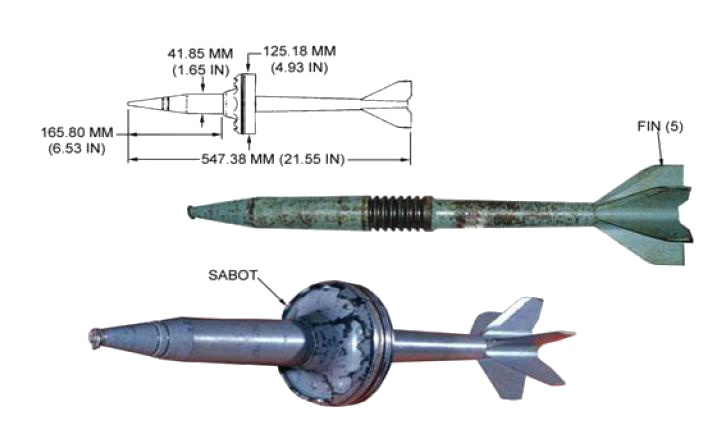
Радянський бронебійний оперений підкаліберний снаряд (БОПС) до 125-мм гладкоствольної танкової гармати 2А46 танків, один з різновидів бронебійних підкаліберних снарядів.

Бронебійний підкаліберний снаряд — різновид бронебійного снаряда для ствольної зброї, призначений для ураження важкоброньованих об'єктів, зокрема, танків. Бронебійний підкаліберний снаряд, як правило, не має ні підривника, ні заряду вибухової речовини; його бронебійна дія цілком зумовлена кінетичною енергією снаряда.
Підкаліберний бронебійний снаряд складається з корпусу шпулевої чи іншої форми (піддона), в який вставляється важке, високоміцне осердя з металокерамічного сплаву, з діаметром приблизно втричі меншим, ніж калібр гармати. У середині XX століття цю роль переважно виконували карбіди вольфраму, пізніше набули поширення осердя зі збідненого урану.
Піддон забезпечує утримання осердя в стволі і слугує своєрідним поршнем, сприймаючи тиск газів під час пострілу, тим самим забезпечуючи розгін цілого снаряда. У снарядів з піддоном, що відокремлюється по виході зі ствола, піддон зривається з осердя потоком зустрічного повітря або, у разі стрільби з нарізної зброї, відцентровою силою. За рахунок меншої, ніж у звичайного снаряда, маси дульна швидкість осердя значно перевищує таку швидкість в інших типів снарядів (за деякими даними, 1600 м/с проти 800–1000 м/c), а невеликий діаметр осердя гарантує низький опір повітря під час польоту. Для забезпечення стійкості польоту і підвищення купчастості сердечникові надають особливі аеродинамічні форми або споряджають невеликим оперенням.
Під час ударяння снаряда в броню масивне осердя пробиває в ній отвір невеликого діаметра, його кінетична енергія при цьому частково витрачається на руйнування броні, але більша частина переходить у теплову. Розпечені до високих температур осколки осердя і броні летять в заброньовий простір розбіжним конусом, вражаючи екіпаж танка, виводячи з ладу механізми та обладнання й створюючи численні осередки займання. Осердя зі збідненого урану внаслідок своєї високої пірофорності при руйнуванні самозаймаються.
Завдяки такій своїй дії підкаліберні бронебійні снаряди на дальностях до 1000 м мають істотно більшу бронепробивність, ніж каліберні бронебійні снаряди.
Уперше підкаліберні снаряди було застосовано Вермахтом наприкінці 1941 року.